# Liste von Kunstwerken im öffentlichen Raum in Schwerte
Die Liste von Kunstwerken im öffentlichen Raum in Schwerte gibt einen Überblick über Kunst im öffentlichen Raum, unter anderem Skulpturen, Plastiken, Landmarken und andere Kunstwerke in Schwerte, Kreis Unna. Es besteht kein Anspruch auf Vollständigkeit.

## Kunstwerke in Schwerte
| Bezeichnung                                        | Standort                                                            | Koordinate                      | errichtet | Künstler              | Anmerkungen | Bild           |
| -------------------------------------------------- | ------------------------------------------------------------------- | ------------------------------- | --------- | --------------------- | --- | -------------- |
| Helle Kammer                                       | Plateau hinter der Bürgerstiftung Rohrmeisterei, Ruhrstraße 20      | 51° 26′ 9,8″ N, 7° 34′ 13,6″ O  | 2012      | Kazuo Katase          | Aluminiumgitter, weiß lackiert, 4 × 4 × 3 m                                                                                           | weitere Bilder |
| Denkmal für eine vormals ortsspezifische Skulptur  | Gasstraße (Stadtpark)                                               | 51° 26′ 28,9″ N, 7° 33′ 44,8″ O | 1997      | Maik und Dirk Löbbert | Historische und moderne Straßenlaterne, Installation stand vorher unter dem Namen „Beleuchtung“ auf der Skulpturenmeile Hüsingstraße. |                |
| Brunnenskulptur                                    | Postplatz                                                           | 51° 26′ 30,5″ N, 7° 33′ 55,8″ O | 2000      | Albert Hien           | Edelstahl |                |
| Bildstock                                          | Cava-die-Tirreni-Platz                                              | 51° 26′ 28,9″ N, 7° 34′ 7,2″ O  | 1997      | Thomas Klegin         | Metallmast mit ursprünglich 11 Verkehrsspiegeln                                                                                       | weitere Bilder |
| Less Sauvage Than Others (Weniger wild als andere) | im Landschaftspark auf dem Plateau der Rohrmeisterei, Ruhrstraße 20 | 51° 26′ 9,4″ N, 7° 34′ 11,7″ O  | 2007      | Rosemarie Trockel     | Brunnenschale (Beton), Wassertechnik, Leuchten, ca. 3 Meter Durchmesser                                                               |                |
| Offer                                              | im Landschaftspark auf dem Plateau der Rohrmeisterei, Ruhrstraße 20 | 51° 26′ 12,5″ N, 7° 34′ 18,1″ O | 2010      | Johan Tahon           | Bronze | weitere Bilder |
| Pannekaukenfrau                                    | Cava-die-Tirreni-Platz, Ostenstraße                                 | 51° 26′ 28,3″ N, 7° 34′ 8,9″ O  | 1984      | Karl Ewald (Entwurf)  | Bronze | weitere Bilder |
| Mahnmal                                            | Gedenkstätte KZ Buchenwald – Außenlager Schwerte Ost                | 51° 27′ 11,5″ N, 7° 35′ 30,8″ O |           | Horst Wegener         | | weitere Bilder |
| Stahlplastik                                       | Hagener Straße                                                      | 51° 26′ 25″ N, 7° 34′ 5,4″ O    |           | Cestmir Jansek        | aus Spezialprofilen der Estel Hoesch Hohenlimburg AG gefertigt                                                                        |                |
| Jakobsleiter                                       | Ergste, Lindenufer 6, vor dem Gästehaus am Ruhrtalradweg            | 51° 25′ 7,5″ N, 7° 34′ 6,8″ O   | 2002      | Karl Imfeld           | Aus einem Baumstamm aus Eichenholz gefertigte, 5 Meter hohe Skulptur am „Segensweg der Johannis-Stiftung“                             |                |
| Zuversicht                                         | Ergste, Kirchstraße 75, am Feuerwehrhaus                            | 51° 24′ 48,2″ N, 7° 34′ 2,3″ O  | 2012      | Holger Hülsmeyer      | Skulptur aus Stahl und Holz am „Segensweg der Johannis-Stiftung“                                                                      |                |